# Хуан II (король Арагону)
Хуа́н II (ісп. Juan II; 29 червня 1398 — 20 січня 1479) — король Арагону (1458—1479), Наварри (з 1425) і Сицилії (з 1458). Представник Трастамарського дому. Народився в Медіні, Кастилія. Син арагонського короля Фернандо I і графині Альбукерке Елеонори. Один з королів-довгожителів. Прізвисько — Вели́кий (ісп. el Grande).

## Біографія
Хуан народився близько 1398 року в Медіні-дель-Кампо, Кастилія. Він був другим сином арагонського короля Фернандо I та його дружини, альбуркеркської графині Елеонори.
Оскільки спадкоємцем престолу був його старший брат Альфонс, за наказом батька Хуан в 1415 році як генерал-лейтенант (представник короля) вирушив на Сицилію. Проте вже в 1416 році Фердинанд I помер, і за запрошенням свого старшого брата, що став королем Альфонсо V  Хуан повернувся в Іспанію. Альфонсо V потребував підтримки брата в конфлікті з Кастилією.
У 1406—1416 роках Фердинанд I був регентом Кастилії при своєму малолітньому племіннику Хуані II. Після Компромісу Каспе Фердинанд I покинув Кастилію, ставши королем Арагону. Його інтереси продовжували відстоювати «арагонські інфанти» — Альфонсо, Марія і Енріке. Так Фернандо I планував звести своїх дітей на престоли іспанських королівств. У 1418 році, вже після смерті Фердинанда I, Марія була видана за 13-річного Хуана II. Фактичним правителем в цей період був фаворит короля Альваро де Луна. Він знаходився в конфлікті з «арагонскими інфантами» і прихильною до них кастільською аристократією.

## Родина
1 Дружина — Бланка I (1387—1441), королева Наварри.
Діти:
- Карл ΙV (1421—1461)
- Іоанна (1423—1425)
- Бланка ΙΙ (1424—1464)
- Елеонора Ι (1425—1479)

2 Дружина — Хуана Енрікес (1425—1468)
Діти:
- Елеонора (1446—1448)
- Фернандо ΙΙ (1452—1516) король Арагону.
- Хуана (1454—1517) королева-консорт Неаполя.
- Марія (1455)